# ميخائيل سيمون (موسيقي)
ميخائيل سيمون (بالألمانية: Michael Simon)‏ هو موسيقي ودي جيه ألماني، ولد في 29 أغسطس 1972 في هامبورغ في ألمانيا.

## وصلات خارجية
- الموقع الرسمي
- مايكل سيمون على موقع ميوزك برينز (الإنجليزية)
- مايكل سيمون على موقع ديسكوغز (الإنجليزية)